# Starstruck
StarStruck (coneguda a Llatinoamèrica com StarStruck: El meu Nuvi és una Súper Estrella), és una pel·lícula original Disney Channel, es va estrenar el 14 de febrer del 2010 als Estats Units, i el 18 d'abril del 2010 a Llatinoamèrica i s'estrenarà el 15 de maig del 2010 a Espanya. És protagonitzada per Sterling Knight i Brandon Smith (de Sunny entre estrelles) i per Danielle Campbell.

## Trama
Narra la història de Jessica Olson (Danielle Campbell), una noia amb els peus a terra del Mig Oest, que xoca (literalment) amb l'estrella pop i trencacors de Los Angeles, Christopher Wilde (Sterling Knight). Ells es coneixen en el moment que xoquen, quan Jessica Olson, cansada d'esperar a la seva germana, decideix baixar del cotxe de la seva àvia i anar-se'n d'allà, però en aquell moment surt Christopher Wilde, per darrere de l'escenari i en obrir la porta aquest xoca a Jessica. Al començament porten una relació "odi-amor" però accidentalment ambdós acaben en una aventura romàntica al sud de Califòrnia.